# Кенджі Йошино
Кенджі Йошино (англ. Kenji Yoshino; 1 травня, 1969) — юрист, та головний суддя, професор конституційного права в Нью-Йоркському університеті права. Колишній професор права в Єльській школі права. Його роботи стосуются конституційного права, антидискримінаційного права, цивільного та прав людини, права в літературі, а також японського права та суспільства. Він активно бере участь у соціальних та правових питаннях, а також є автором.

## Освіта
Йосіно закінчив Академію Філліпса в Ексетері (1987) та Гарвардський університет, отримавши ступінь B.A. в англійській літературі summa cum laude в 1991 році. У період між бакалавратом Йошино працював помічником різних членів японського парламенту. Він вступив до коледжу Магдалини в Оксфорді отримавши стипендію Родса та здобувши ступінь магістра в управлінських дослідженнях (виробничі відносини) в 1993 році. У 1996 році здобув ступінь J. D. в Єльському університеті, де він був редактором Yale Law Journal.

## Кар'єра
Незабаром він був опублікований у кількох основних правових оглядачах. З 1996 по 1997 рік Йошино виконував обов'язки юрисконсульта Гвідо Калабресі у федеральному Апеляційному суді США другого кола. У 1998 році Йошино отримав посаду доцента в Єльському університеті. У 2006 році він був номінований професором права Гвідо Калабресі. Суди США, включаючи Верховний суд США, посилаються на роботу Йошино.
Йошино також є видатним автором у багатьох періодичних виданнях і газетах, включаючи The New York Times, The Washington Post, Los Angeles Times, The Boston Globe, The Village Voice, The Nation, Advocate, Slate і FindLaw. Крім того, він виступає доповідачем на різних конференціях з різних юридичних та соціальних питань. Є експертом різних громадських та комерційних теле- та радіопрограм.
Його перша книга «Прикриття: прихований напад на наші громадянські права» (Covering: The Hidden Assault on Our Civil Rights) була опублікована в 2006 році. Це поєднання аргументів, переплетених із відповідними біографічними розповідями.
Друга його книга A Thousand Times More Fair: What Shakespeare's Plays Teach Us About Justice була опублікована в 2011 році.
У 2016 році вийшла його книга «Говори зараз: рівність шлюбу в судовій справі». (Speak Now: Marriage Equality on Trial).
Covering отримала премію Ренді Шільца за гей-белетристику у 2007 році. Його основні сфери інтересів включають соціальну динаміку, відповідність та асиміляцію, а також питання квіру (ЛГБТ) та особисту свободу.
Протягом 2006—2008 років він обіймав посаду віце-професора в юридичному університеті Нью-Йорка, а в лютому 2008 року прийняв посаду штатного судді графства Уоррен та професора конституційного права.

## Особисте життя
Японський американець і відкритий гей, Йошино також пише вірші для себе які він поки не опублікував.

## Основні праці
- (1996). "Suspect Symbols: The Literary Argument for Heightened Scrutiny for Gays" [Архівовано 21 січня 2022 у Wayback Machine.]. Columbia Law Review, 96 (1753).
- (1997). "The Lawyer of Belmont" [Архівовано 21 січня 2022 у Wayback Machine.]. Yale Journal of Law & the Humanities. 9 (183).
- (1998). "Assimilationist Bias in Equal Protection: The Visibility Presumption and the Case of 'Don’t Ask, Don’t Tell'" [Архівовано 21 січня 2022 у Wayback Machine.]. Yale Law Journal 108 (487).
- (2000). "The Epistemic Contract of Bisexual Erasure" [Архівовано 3 квітня 2019 у Wayback Machine.]. Stanford Law Review, 52 (2).
- (2000). "The Eclectic Model of Censorship". California Law Review, 88 (5).
- (2002). "Covering" [Архівовано 25 жовтня 2015 у Wayback Machine.]. Yale Law Journal, 111 (769).
- (2005). "The City and the Poet" [Архівовано 6 грудня 2019 у Wayback Machine.] Yale Law Journal, 114 (1835).
- (2006). Covering: The Hidden Assault on Our Civil Rights. Random House. ISBN 0-375-50820-1.
- (2011). "The New Equal Protection" Harvard Law Review, 124 (747).
- (2011).  A Thousand Times More Fair: What Shakespeare's Plays Teach Us About Justice. HarperCollins. ISBN 978-0-06-176910-8.
- (2016). "Speak Now:  Marriage Equality on Trial"  Broadway Books. ISBN 978-0385348829.